# モンスターファーム (PlayStation 2)
『モンスターファーム』は、テクモが発売したPlayStation 2用のゲームソフト。2001年3月22日発売。ジャンルは育成シミュレーションゲーム。モンスターファームシリーズの第3作目。略称はMF3。シリーズ第1作目とタイトルが重複するため、PS2MFとも略される。

## 概要
今作品に登場するモンスターは過去の作品とは違い、すべてアニメタッチ（トゥーンシェード）で描かれており、ひとつひとつの動作が細やかに表現されている。また今作ではPS2の特性を活かし、CDだけでなくDVDからモンスターを誕生させることが可能となった。さらに今作では、モンスターを育てる育成場所が5つになり、どのモンスターでも好きな地域で育成する事ができる。その地域によってゲーム中で数多くのライバルキャラクターが登場するなど、新要素が多数追加されている。

## ストーリー
シリーズ第1作目「モンスターファーム」の時代より、はるか古代。
とある地に、モンスターと暮らす「トチカ」という民族が住んでいた。その地では、お祭りなどで、育てたモンスター同士を戦わせて競う「モンスターバトル」が行われており、人々の注目を集めていた。やがてモンスターバトルは大規模に行われるようになり、モンスターを育てるブリーダーは増えていった。
プレイヤーも、そのブリーダーの1人。一流のブリーダーを目指し、モンスターを再生する「トチカン神殿」へ足を踏み入れるのだった。

## ゲームの流れ
神殿でモンスターを再生し、ファームでモンスターを育てる、という点は過去の作品と同じだが、今作には、トチカ史上最強のモンスターといわれ、文献では後の災厄で文明を滅ぼした「ラグナロックス」を倒す、という最終目標がある。このラグナロックスを倒せばエンディングを迎えることができるが、それだけではゲームは終わらず、さらなる高みを目指すこともできる。

## モンスターについて
前述のように、音楽CDはもとよりDVDからモンスターを再生することも可能となった。また、1度図鑑に登録されたモンスターをいつでも再生できる「図鑑再生」も新たに登場。さらに、他人のメモリーカードのデータに入っている図鑑データの情報と、自分の図鑑データを交換することも可能。そして今作品のアイテム「円盤石のかけら」は従来のものとは異なり、同じかけらを4枚集めると、神殿で新しい図鑑のページと交換してくれるものとなった。これらの新システムにより、ディスクから再生しなくても新しいモンスターを手に入れる事ができるようになった。
また、今作のモンスターには従来の作品のように「MAIN」「SUB」の概念が存在せず、それぞれの種族は「森林派生」「雪原派生」「海岸派生」「砂漠派生」「密林派生」「特殊」の6つのタイプにわけられている。したがって、モンスターの合体も今作には存在しない。

## 育成地域
今作には全部で5つの育成場所があり、好きな場所で好きなモンスターを育てることができる。地域により、モンスターのトレーニング内容や、登場するライバルキャラクター（後述）が異なる。また、モンスターが苦手とする地域も存在するので、育成地域の選択には注意が必要。最初から選択できる地域は「森林モークス」のみで、地域での「名声値」が高くなると、その地域での育成が可能になる。
また、各地域ごとに「特産物」と呼ばれるエサがあり、これをモンスターに何度か与えるとモンスターに「種族派生」と呼ばれる変化が起こる（後述）。
森林モークス
森林の地域。最初から選択可能。そびえ立つ大木が特徴的。トレーニングは扱いやすいものが多く、すべての地域が使用可能になってからもお世話になる地域。この地域の特産物はモークスキノコ。
雪原ブリリア
雪原の地域。トレーニングはパラメータの伸びが大きいが、モンスターにたまる疲労やストレスも大きい。特産物はブリリアサーモン。
海岸ゴート
海の中の地域。モンスター再生条件に深く関わるイベントが数多く存在する重要な地域。特産物はゴートハマグリ。
砂漠タクラマ
砂漠の中にあるオアシスの地域。アリジゴクにサボテンなど、砂漠のシンボルが特徴的。トレーニング効果は大きいが、イベントの数は比較的少なめ。特産物はタクラマペッパー。
密林カララギ
密林の地域。巨大な滝と、川に浮かぶ大きなハスが特徴的。タクラマ同様、イベントは少ない。「すばやさ」を伸ばすトレーニングが多い。特産物はカララギマンゴー。

## 種族派生
今作では、すべてのモンスターには「幼少期」「成長期」「成年期」「老年期」の4つの時期があり、このうち「幼少期」から「成長期」へ、「成長期」から「成年期」へ移る時の2回は「種族派生」と呼ばれる変化が起こる。地域の「特産物」を与え続けていると、その地域の種族に派生するようになっている。
なお、前述のように種族派生のチャンスは2回あるため、2回目は1回目とは違う種族に派生させることも可能。
例：幼少期のスエゾー（砂漠派生）に、雪原の特産物「ブリリアサーモン」を与え続けると、成長期になる時にウサゾー（雪原派生）に変化する。その後、成長期のウサゾーに、密林の特産物「カララギマンゴー」を与え続けると、成年期になる時にモンゾー（密林派生）に変化する。

## 探索イベント
どの地域でも、季節の変わり目（3,6,9,12月の第1週）になると「探索イベント」が発生する。このイベントでは、夜の地域を探索し、様々なアイテムを発見したり、その地域の新しいトレーニングを発見したりすることができる。モンスターファーム2のように、「ノラモン」と戦うこともできる。最初に、探索時間を左右する「ランラン」というアイテムを買う。この「ランラン」には「ランランのかおり」「ランランの葉」「ランランの実」「ランランのエキス」の4種類があり、それぞれ値段も異なる。値段の高いものほど、探索できる時間も長い。技の習得も、この「探索イベント」で行う（後述）。

## 登場人物

### サポートキャラクター
フレリア
ブリーダー見習いである5歳のトチカ人の少女。今作の助手としてブリーダーをサポートする。
ブラグマ
トチカン神殿でモンスターを再生するトチカ人。ゲーム中でモンスターを再生してくれる人物。かつては名ブリーダーであったが、周りの人々に頼み込まれて神殿の業務を担うことに。几帳面だが、少しガンコな性格。
ムッチ
「探索イベント」が始まると、「ランラン」を売りにファームへ来てくれる行商人。アイテムの売買も彼がしてくれる。

### ライバルキャラクター
ガダモン
トチカ人の女性ブリーダー。最初に出会うライバル。勝ち気で意地悪な性格。フレリアをなにかとライバル視する。
彼女の育てるモンスターの名前の頭文字は全て「ガ」である。
リプラプ
フレリアの幼なじみである双子の少女、リプとラプ。昔、よくフレリアとケンカしていたという。自慢話をよく口にする、少々生意気な性格。
ダテ
金髪でキザな青年ブリーダー。プライドが高い。彼だけは登場する地域が決まっていない。
ミティア
マイペースな女性ブリーダー。ある地域で育成していると、いきなり勝負を挑んでくる。
モシャ
女性のベテランブリーダー。頭に猫を乗せている。優しい性格だが、モンスターバトルでは熱くなる。かつてはブラグマとライバル同士だった。
タズ
モシャの孫である少年ブリーダー。身勝手なところがあるわんぱく少年だが、素直な一面も。ビークロンが大好きで、育てるモンスターもビークロンの派生種のみ。
ユイキョウ
弱気でいつもおどおどしている女性ブリーダー。ある地域で育成していると、謙虚な姿勢でバトルを挑んでくる。モンスターに植物の名前をつけている。
マーヤ
あちらこちらに土地を持つ、お金持ちのお嬢様。引っ込み思案な弟のターヤをいつも心配している。ユイキョウと同じく、植物の名前をモンスターにつけている。
ターヤ
マーヤの弟。おとなしい性格だが、ブリーダーとしての腕は確か。ドラゴン種やヘンガー種を愛用する。
ナーゼ
どこか怪しい雰囲気を漂わせるブリーダー。新種の研究をしており、その新種で突如フレリアたちを襲う。
ザンのみを育てており、低確率で勝負を申し込んできたり大会に出場したりする。
バーン
気が短く、ケンカっぱやい青年ブリーダー。バンダナが特徴的。ベテランブリーダーであるジェナをうやまっている。
ジェナ
女性ベテランブリーダー。リーダー的存在で、周囲から頼りにされている。フレリアとは古くからの知り合い。
カイ
卑怯な性格の不良ブリーダー。多くのブリーダーは彼を嫌っているらしい。フレリアたちも、彼のせいでトラブルに巻き込まれることに…。
使用するモンスターはヴァイパーの「スケアー」のみ。ナーゼ同様に低確率で勝負を申し込んできたり、大会に出場することがある。
ムトー
マイペースな女性ブリーダー。ある地域で、育成中のモッチーの「シロップ」とはぐれてしまう。モンスターのネーミングは全て洋菓子に関係のある言葉である。
ハズ
礼儀正しく優しい性格の青年ブリーダー。主にゴーレム系を育成する。ベテランブリーダー、ルスの弟子。
シムカ
気が短い女性ブリーダー。フレリアたちをワルモン使いと勘違いし、襲撃してくる。ハズやルスと親交がある。
ルス
ゴーレム使いのベテランブリーダー。温厚な性格だが、バトルは常に真剣に挑む。ハズの師匠。
レク
さわやかな青年ブリーダー。モンスター育成の腕もよく、他のブリーダーにも頼りにされている。時にフレリアたちの力になってくれる。
サンシャ
野性的な性格の女性ブリーダー。釣りが好きで、ある地域でよく魚釣りをしている。モンスターのネーミングに特徴がある。
ジムシー
お金が大好きな少年ブリーダー。大きな麦わら帽子が特徴的。レクとは親しい仲らしい。

## モンスターのパラメータ
ライフ
バトルでのモンスターのライフポイントになる能力値。バトル中、0になるとKO負けになる。
ちから
高いほどモンスターの「ちから技」の攻撃力が上がり、「ちから技」により受けるダメージが下がる。
かしこさ
高いほどモンスターの「かしこさ技」の攻撃力が上がり、「かしこさ技」により受けるダメージが下がる。
すばやさ
モンスターの素早さを表す数値。この値が高いほど、モンスターの技の命中率と回避率が高くなる。
じょうぶさ
モンスターの防御力。この値が高いほど、「ちから技」と「かしこさ技」により受けるダメージが下がる。
特徴
それぞれのモンスターに存在する、性格や能力を表したもの。育成面に影響を与えるものから、技の性能をアップ・ダウンさせるものまで様々。その数は100種類以上にも及ぶ。1体のモンスターに8つまで付加させることが可能。
属性
生まれた時からモンスターに備わっている属性。技や特徴などに影響する。おおむね、種族ごとに共通している。
疲労度
モンスターの疲れ度合いを表す。この値が大きいとモンスターの寿命に影響する。過度のトレーニングは疲労をためる原因になるので、適度にモンスターを休養させることも必要。
ストレス
モンスターのストレスを表す。ためすぎるとモンスターの寿命に影響する。大会に参加させることで減少させることが可能。
甘え度
ブリーダーに甘える気持ち。モンスターを甘やかすことで上昇。明確な数字では表示されない。
恐れ度
ブリーダーを恐れる気持ち。モンスターに厳しく接すると上昇。明確な数字では表示されない。
きずな
従来の作品でいう「忠誠度」。この値が低いと、モンスターバトル中にブリーダーの指示を聞かないことがある。「甘え度」と「恐れ度」の合計値が、この「きずな」の数値となる。最高値は100。
寿命
モンスターの寿命を表す。この寿命は種族によって大きく異なり、モンスターへの接し方によっても変化する。

## バトルシステム
今作のバトルシステムも従来の作品とは異なり、バトルで使用できる技は4つに制限されている。これまではすべて○ボタンでモンスターに指示を出していたが、今回は○、×、△、□の4つのボタンに技をセットし、そのボタンでセットした技を指示するシステムになった。距離も4つではなく、「近距離」「中距離」「遠距離」の3つになっている。技ごとに決められた距離がある点は変わらないが、すべての距離で繰り出すことができる技も存在する。

### 技の習得方法
今回は「修行」が存在しないため、技の習得方法も従来とは異なる。今作では「技習得アイテム」と呼ばれるアイテムを、「探索イベント」（前述）で会うことができる「地域のぬし」に渡すことで、技を覚えることができる。「技習得アイテム」には「フレア」「アクア」「オーロラ」「クロレラ」の4属性と「ビット」「ストーン」「オーブ」の3種類、計12種類があり、その「技習得アイテム」によって覚える技が決まる。技の習得にはモンスターのランク、能力は関係ないため、誕生した直後に強力な技を覚えさせることも可能となった。
ただし、覚えられる技の数は4つまでと決められているため、5つ目の技を覚えた場合は、どれか1つ技を忘れさせなくてはならない。1度忘れさせた技は、再度習得しないと使用することができないので、注意が必要。

## モンスターハート
寿命はモンスターごとにそれぞれ決められており、寿命を迎えたモンスターは死んでしまう。その時、どのモンスターも代わりに「モンスターハート」というアイテムを残す。この「モンスターハート」は、その寿命を迎えたモンスターの様々なパラメータが形になったものであり、別のモンスターに使用することが可能。使用したモンスターに、死んでしまったモンスターの能力や特徴などを継承させることができる。そしてその新しいモンスターも寿命を迎えると「モンスターハート」を残し、また次の世代へと能力値を継承…というように、新しい世代へと次々に能力を継承させていくことができる。
1体のモンスターに対してモンスターハートを使用できるのは1度だけだが、モンスターハートは10個までストックすることが可能。

## 登場するモンスター
このゲームには201種類のモンスターが登場する。

### 前作から引き続き登場するモンスター
モッチー、ロードランナー、ハム、スエゾー、ゲル、ゴーレム、ライガー、ニャー、バクー、ナーガ、プラント、ビークロン、ダックン、ピクシー、コロペンドラ、ヘンガー、ドラゴン、デュラハン、ジョーカーの19系統のモンスターは前作から引き続き登場する。ただし派生種に関してはシステムが変わったので種族名も変化している。前作で登場したウンディーネは、モンスターの系統としては登場しないもののピクシー種の海岸派生のモンスターとして存在している。

### 今作から新たに登場するモンスター
モモ
クルミを持ったサルのようなモンスター、寿命が長く、すばやさが成長しやすい。
レシオネ
首長竜のような円らな瞳のモンスター、初期能力が高い可愛らしいモンスター
スズリン
ソロモンより登場、鈴のようなモンスター。かしこさとじょうぶさが成長しやすく、命中率の高い技が多い。
タコピ
　ソロモンより登場、タコのようなモンスター。追加効果を持つ技が多いくＭＦ2に出てきた「メタルナー」を連想する不思議なモンスター
サイローラ
ソロモンより登場、サイのようなモンスターだが車輪を持っている。
モギィ
DJかつモグラのようなモンスター。ちからやすばやさが成長しやすい。
ザン
ソロモンより登場、戦闘用として生まれた忍者のようなモンスター。背中にも刃の付いた2本の羽のような腕が生えている。ちから、すばやさが成長しやすい。一定の条件を満たさないと再生できない、人気の高いモンスターで能力面などは賢さを除いてはヘンガー種と同系。初期名称は「オーロラ」と名づけられていた。
パンチョ
ソロモンより登場、カボチャに隠れたモンスターでハロウィンのカボチャを連想する可愛らしいモンスター。じょうぶさとかしこさが成長しやすい。Bランクの公式戦で優勝しなければ再生できない。